# دامین پرکویس
دامین پرکویس (زاده ۱۰ آوریل ۱۹۸۴) بازیکن فوتبال اهل کشور لهستان است.
وی سابقه ۷ بازی و ۱ گل ملی برای تیم ملی فوتبال لهستان در کارنامه دارد، همچنین پست تخصصی او، دفاع است.